# Émile Masson (1888)
Émile Masson, noto anche come Émile Masson senior (Morialmé, 16 ottobre 1888 – Bierset, 25 ottobre 1973), è stato un ciclista su strada belga.
Professionista dal 1913 al 1925, vinse due edizioni del Giro del Belgio e due tappe al Tour de France. È padre di Émile Masson junior.

## Palmarès
- 1913

4ª tappa Giro del Belgio
- 1919

5ª tappa Giro del Belgio
Classifica generale Giro del Belgio
- 1922

4ª tappa Giro del Belgio
11ª tappa Tour de France
12ª tappa Tour de France
- 1923

2ª tappa Giro del Belgio
Classifica generale Giro del Belgio
Bordeaux-Parigi
Sclessin-St Hubert-Sclessin
Grand Prix Wolber
- 1924

Grand Prix Sporting (cronometro)
Jemeppe S/Meuse-Bastogne-Jemeppe S/Meuse

## Piazzamenti

### Grandi Giri
- Tour de France

1913: ritirato (4ª tappa)
1919: ritirato (8ª tappa)
1920: 5º
1921: ritirato (1ª tappa)
1922: 11º
1924: ritirato (5ª tappa)
1925: 22º

### Classiche monumento
- Milano-Sanremo

1924: 30º
- Giro delle Fiandre

1920: 4º
1923: 6º
- Liegi-Bastogne-Liegi

1923: 16º
1924: 9º
- Parigi-Roubaix

1919: 5º
1921: 9º
1922: 3º